# Blair Spittal
Blair Spittal (né le 19 décembre 1995 à Erskine est un footballeur écossais qui évolue au poste de milieu de terrain à Heart of Midlothian.

## Biographie
Le 12 juin 2014, il rejoint le club écossais : Dundee United, où il a signé un contrat de 3 ans. Avec le club de Dundee United, il dispute 58 matchs en première division écossaise, inscrivant sept buts. Durant la saison 2016-2027, il remporte le Scottish Challenge Cup, lors d'un match : Dundee United vs St Mirren FC (score final 2-1). Il quitte le club à la fin de la saison, en juin 2017.
Le 15 juin 2017, il rejoint l'équipe de Partick Thistle,. En mai 2019, il est annoncé qu'il quitte le club.
Le 4 juin 2019, il rejoint Ross County. Il quitte le club en mai 2022.
Le 27 mai 2022, il rejoint Motherwell son contrat est de 2 ans. Il quitte le club le 20 juin 2024.
En juin 2024, il est annoncé qu'il a signé à Heart of Midlothian, où il a signé un contrat de 3 ans.

## Distinctions personnelles
- Membre de l'équipe-type de Scottish League Two (D4) lors de la saison 2013-2014